# Beitang
Beitang är ett stadsdistrikt i Wuxi i Jiangsu-provinsen i östra Kina.